# IDS Center
IDS Center  är en 55 våningar hög skyskrapa i Minneapolis, Minnesota.  Byggnaden är med sina 297 meter den högsta i Minneapolis, och den 58 högsta i USA. Byggnaden används som kontor, och färdigställdes 1973. Den är byggd i en modernistisk stil.